# Syberyjski Kościół Ewangelicko-Luterański
Syberyjski Kościół Ewangelicko-Luterański, (ros. Сибирская евангелическо-лютеранская церковь (СЕЛЦ)) – kościół luterański działający w azjatyckiej Rosji. Reprezentuje konfesyjny, konserwatywny nurt luteranizmu. W 2015 posiadał 2100 wiernych zrzeszonych w 25 zborach. Należy do Międzynarodowej Rady Luterańskiej.

## Historia
Powstanie kościoła związane jest z rozluźnieniem polityki wyznaniowej po upadku ZSRR. Pierwszy zbór powstał w 1992 w Nowosybirsku na bazie organizowego od 1991 studium biblijnego jako Luterański Związek Wyznaniowy „Zachodniosyberyjska Misja Chrześcijańska” (ros. Религиозная лютеранская организация „Западно-Сибирская Христианская Миссия”). Stał się częścią Estońskiego Kościoła Ewangelicko-Luterańskiego. Pierwszym jego duchownym został Wsjewołod Łytkin, ordynowany w 1993 w Tallinnie przez arcybiskupa Kuna Pajula. W następnych latach powstawały kolejne zbory w różnych miejscowościach Syberii, a nowi księża w okresie 1994–2003 byli ordynowani przez biskupów z Estonii i Litwy.
W 2003 syberyjskie wspólnoty oddzieliły się od macierzystego kościoła estońskiego, organizując się w niezależny związek wyznaniowy. Biskupem nowego kościoła został ks. Wsjewołod Łytkin, konsekrowany przez arcybiskupa Estońskiego Kościoła Ewangelicko-Luterańskiego ks. Andresa Põdera. Współkonsekratorami zostali biskup Ewangelicko-Luterańskiego Kościoła Litwy ks. Mindaugas Sabutis, arcybiskup Ewangelicko-Luterańskiego Kościoła Łotwy ks. Jānis Vanags oraz arcybiskup-senior estońskiego kościoła ks. Einar Soone.
W 2010 oficjalnie nawiązano współpracę z Kościołem Luterańskim Synodu Missouri, uwieńczoną ogłoszeniem w 2013 wspólnoty ołtarza i ambony.

## Wiara i działalność
Kościół odwołuje się do konfesyjnego prądu teologicznego w luteranizmie. Całe jego nauczanie oparte jest na Piśmie Świętym, będącym jedynym wyznacznikiem wiary chrześcijańskiej. Luterańskie rozumienie Biblii znalazło odzwierciedlenie w pismach religijnych wchodzących w skład księgi zgody. W centrum życia Kościoła znajdują się liturgia, Słowo Boże oraz sakramenty.
Wszystkie zbory kościoła są silnie nastawione misyjnie, w szczególności wobec osób niereligijnych, którym chcą głosić zbawienie w Jezusie Chrystusie. Większość członków kościoła to osoby z rodzin niereligijnych, które zostały ochrzczone w wieku dorosłym oraz konwertyci.
Syberyjski Kościół Ewangelicko-Luterański prowadzi działalność charytatywną wśród ubogich. Posiada również własne seminarium duchowne, powstałe dzięki współpracy z Seminarium Teologicznym Concordia w Fort Wayne, prowadzonym przez Kościół Luterański Synodu Missouri.